# Федосеенко (канонерская лодка)
Канонерская лодка «Федосеенко», переоборудованный в 1941 году волжский речной колёсный буксирный пароход «П. Федосеенко». Во время Великой Отечественной войны канонерская лодка Волжской военной флотилии, участвовала в Сталинградской битве. За военные заслуги многие члены экипажа награждены орденами и медалями.

## Описание судна
«П. Федосеенко» относится к колёсным буксирам со стальным корпусом. Длина 56,4 метра, расчётная ширина 8,1 м, габаритная — 17 м, осадка 1,25 м, водоизмещение — 400 тонн. Максимальная скорость (без воза) — 18,5 узлов, дальность плавания экономическим ходом 16,5 узлов — 2450 км. Экипаж буксира состоял из 28 человек. Для экипажа в корпусе сделаны каюты, а над колёсами размещались четыре каюты для капитана, первого помощника, механика. Элементы стального корпуса соединялись сваркой, надстройка изготовлена из дерева. Энергетическая установка — один паровой двигатель мощностью 480 л. с., работающий на угле. Запас топлива 80 тонн, размещённых в двух угольных бункерах. Электричеством судно обеспечивало пародинамо. В движение судно приводилось двумя гребными колёсами, расположенными по бортам. Для управления и передачи информации использовался машинный телеграф и переговорные трубы. Внутренние системы и трубопроводы состояли из паропровода, трубопровода питательной воды, газоотводного трубопровода с дымовой трубой, пожарно-осушительной системы, систем водоснабжения, сточной, отопления, вентиляции машинного отделения и помещений в корпусе и надстройке. Рулевое устройство состояло из одного полубалансирного руля с секторной рулевой машиной. Якорная система состояла из двух носовых и одного кормового якоря Холла размещённых в клюзах. Механизм подъёма носовых якорей состоял из парового брашпиля, кормового — из шпиля. Буксирный механизм включал один поворотный буксирный гак и три арки. Швартовые устройства включали восемь кнехтов и четыре киповые планки, швартовка осуществлялась стальным тросом. На буксире были установлены фок-мачта и грот-мачта, а также носовой флагшток. В качестве сигнальных устройств применялись четыре топовых огня, два круговых, бортовые зелёный и красный и три кормовых огня. Для звуковой сигнализации использовался паровой свисток. На буксире имелась одна деревянная вёсельная шлюпка, вываливавшаяся за борт на поворотной шлюпбалке с приводом от ручных талей. Навигационные средства состояли из одного ручного лота. Противопожарные средства традиционные: багор, кошма, ящик с песком, пожарные лом, вёдра, топор.

## История

### Мобилизация
Одной из особенностей предвоенных мобилизационных планов было отсутствие мероприятий по мобилизации судов Волжского речного бассейна — географическое положение Волги считалось достаточно удалённым от предполагаемых театров военных действий. Это привело к отсутствию заранее подготовленной техдокументации, а сами суда при проектировании и строительстве не адаптировались под нужды мобилизации. Другим фактором, влиявшим на переделку судов по требованиям ВМФ, стало переключение судостроительных заводов на выпуск сухопутной военной продукции.
Общий ход военных действий в 1941 году потребовал значительного пересмотра предвоенных планов. 27 октября 1941 года принимается решение о создании Волжской военной флотилии на базе Учебного отряда кораблей. Буксирный пароход «П. Федосеенко» мобилизован 16 июля 1941 года и реконструирован в канонерскую лодку с одновременным переподчинением Военно-морскому флоту. Одновременно имя парохода было изменено на сокращённый вариант «Федосеенко». На перестройку отводилось 20 суток, вся техдокументация ограничивалась тактико-техническим заданием объёмом в несколько страниц, а заводы, проводившие работы, находились на расстоянии 300 км друг от друга. В соответствии с приказом канонерская лодка должна была встать в строй 15 августа 1941 года, но из-за нехватки материалов и вооружения, а также по причине слабой подготовки вновь формируемого экипажа, корабль был готов только в конце сентября.
Реконструкция предусматривала большое количество работ. На канонерку устанавливалось вооружение: два 100-мм орудия Б-24-БМ, два 45-мм орудия 21-К, три 7,62-мм пулемета и дальномер. Для них требовалось изготовить подкрепления, обеспечивающие сохранность судовых конструкций при ведении огня. Во время реконструкции проявилась недостаточная продольная прочность буксира (при волнении корпус изгибался), что требовало обязательного укрепления корпуса. Для уменьшения работ носовое орудие разместили над поперечной преборкой. Кормовое орудие установили над вновь созданной переборкой, выгораживающей артиллерийский погреб.
Для хранения боеприпасов создавались артиллерийские погреба. Для этого использовали один из двух угольных бункеров. В нём установили стеллажи для боезапаса, системы орошения, осушения, вентиляции и освещения. Система осушения основывалась на отдельных паровых эжекторах. Электропроводка для освещения монтировалась в металлических трубах и подводилась к герметичным плафонам. Выключатели монтировались в тамбуре, где находилась лампа, сигнализирующая о включенном освещении. Переборки и подволок обшили гидроизоляцией, для которой вместо пробки использовали подручные материалы: фанеру, толь, кошму. Вместо деревянной палубы над погребом установили металлическую.

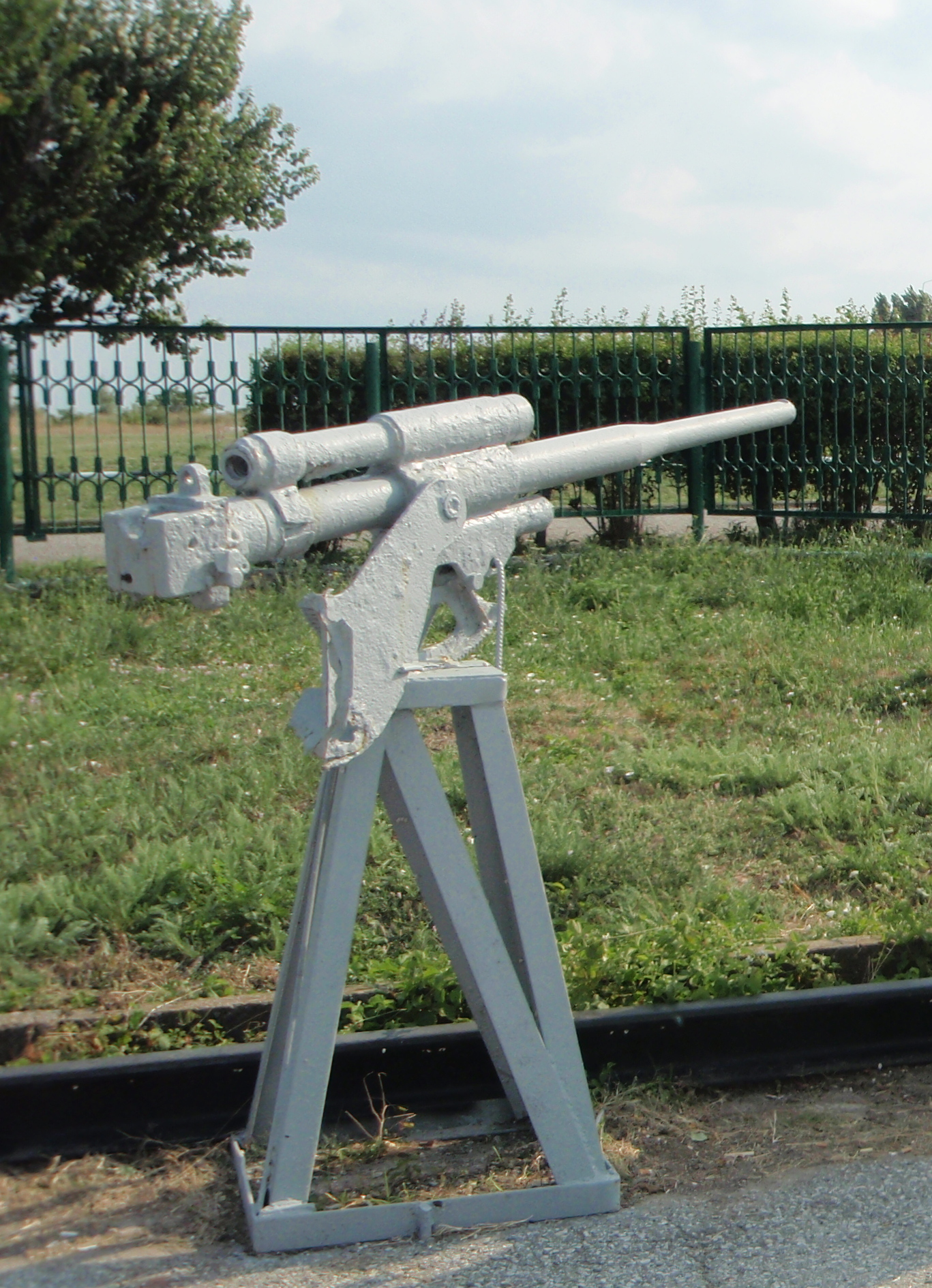
45-мм зенитное орудие 21-К, подобное тому, что было установлено на канонерской лодке «Федосеенко»

Жилые помещения для размещения экипажа были полностью переоборудованы и позволили размещать до 72 человек. Для этого каюты экипажа, которые располагались в корпусе, перепланировали в два кубрика, которые вмещали 28 и 38 человек. Кубрики оборудовали двухъярусными койками, рундуками и тумбочками, вешалками для верхней одежды и пирамидами для личного оружия. В межкоечных проходах установили столы для приёма пищи. Каюты капитана и механика перестроили в четыре, которые заняли командир, комиссар, командиры БЧ-2 (артиллерийская) и БЧ-5 (электромеханическая). Третью каюту отвели под кают-компанию, а четвёртую — под радиорубку. Камбуз, прачечную и гальюн не переделывали, а в умывальнике увеличили количество кранов с трех до шести.
К орудиям, погребам и дальномеру проводились переговорные трубы. Мачты оборудовались средствами подъёма сигнальных флагов, а для хранения самих флагов изготавливался специальный ящик. На корабле монтировались средства затемнения. Отсутствие подготовленной техдокументации требовало изготовления чертежей и схем по месту, что осложнялось нехваткой квалифицированного инженерного и рабочего персонала. Кроме этого, остро ощущался недостаток металла, в том числе броневого проката. Но в распоряжении судостроителей оказалась 8 мм броня, от которой отказались танкостроители, — этой бронёй, вопреки техзаданию, обшили рубку канонерской лодки.

### Участие в Сталинградской битве

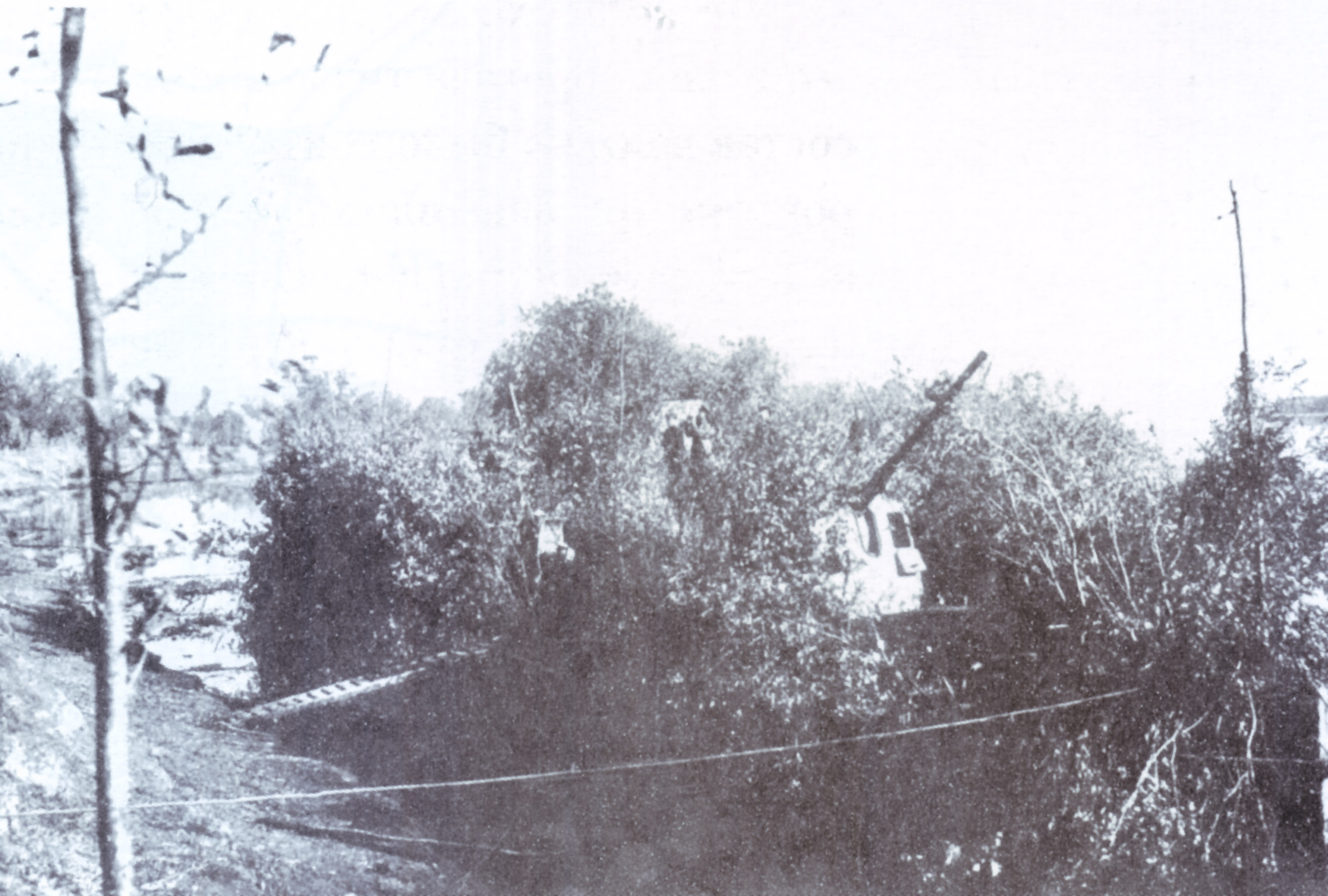
Канонерская лодка «Федосеенко», находящаяся на замаскированной огневой позиции